# Transformice
Transformice est un jeu vidéo indépendant multijoueur en ligne, reposant sur la technique Flash d'Adobe et intégrant le moteur physique Box2D. Il peut être joué dans un navigateur sur le site, par l’intermédiaire d’une application indépendante (disponible pour Windows et MacOS) , et depuis 2015, sur la plateforme Steam.
Depuis 2016, Transformice The Cartoon Series, une web série diffusée sur YouTube, met en scène les personnages du jeu. Elle est produite par Cross River Productions. Après plus de 40 épisodes, la série s'est terminée .
Fin 2020, à la suite de l'arrêt programmé d'Adobe Flash Player sur Navigateur web, le jeu incite à une migration sur la plate-forme Steam.

## Système de jeu

### Généralités
Le jeu repose sur le principe d’une série de tableaux. Tous les joueurs d'un « salon » jouent simultanément sur le même tableau. Chaque joueur y incarne une souris dont l'objectif est de récupérer un morceau de fromage, et de le rapporter au « trou de souris » dans le temps le plus court possible. La difficulté réside dans l’agencement particulier du niveau et des pièges qu’il peut cacher : l’éjection du tableau équivaut à un échec. Si toutes les souris rentrent dans le trou ou éjectées du tableau avant la fin du temps imparti pour le tableau (deux minutes), un nouveau tableau est chargé automatiquement. Si deux souris seulement restent en vie, ou si la chamane meurt, le compte à rebours est automatiquement mis à vingt secondes.
Lorsqu’une souris parvient à rentrer dans le trou avec son fromage, elle engrange un certain nombre de points (dépendant de l’ordre d’arrivée) qui la fait évoluer dans le classement temporaire du salon. Les souris en tête du classement sont promues le temps d'un tableau dans le rôle de « chamane » et voient leur compteur de points remis à zéro à la fin de leur tour. Les « chamanes » disposent de pouvoirs magiques leur permettant d’invoquer des accessoires influant sur le moteur physique (enclumes, trampolines, boulets de canon, caisses de bois, planches que l’on peut fixer de diverses manières, balle, ballons, « portails »…) et étant parfois la seule solution pour atteindre le fromage et le trou. De fait, de nombreux niveaux ne sont solubles que grâce à l'intervention de la « chamane ». Si celle-ci meurt, le temps imparti pour finir le tableau est remisé à vingt secondes. La « chamane » ne peut rentrer dans le trou (si elle a un fromage) que si toutes les autres souris sont déjà rentrées ou hors-jeu.
Un mode de « chamane » dit « difficile » a été rajouté lors d’une mise à jour. Déblocable à partir de 1 000 souris sauvées, il permet de concevoir un « totem », construction toute faite, que la « chamane » peut invoquer une fois durant un tableau, et accessoirement, de changer la couleur de ses tatouages de chamane. Ce mode « difficile » s’accompagne de la perte de certaines options : l’« esprit » (qui provoque une petite déflagration blanche n’importe où sur le tableau, permettant de projeter des souris) n’est plus disponible, et les planches ne peuvent plus être « clouées » au décor, ce qui rend les constructions plus instables et difficiles à faire.
Les dernières mises à jour ont ajouté un niveau d’expérience, qui monte au gré des récupérations de fromages et sauvetages de souris. À chaque nouveau niveau atteint (jusqu’au niveau 100), il est possible d’ajouter une « compétence de chamane » à sa souris. Les compétences très variées sont distribuées sur cinq arbres de spécialisation, « guide spirituel » (compétences liées aux soins et à l’aide des souris), « maîtresse du vent » (compétences liées aux déplacements en général, et déplacements aériens en particulier) et « mécanicienne » (compétences liées aux constructions et outils de « chamane ») à l’origine, plus deux autres ajoutés en 2015, « Sauvageonne » (compétence liées à la nature) et « Physicienne » (compétences expérimentales).
Un nouveau mode de « chamane » dit « divin » a été ajouté par la suite, déblocable à partir de 5 000 souris sauvées (dont 2 000 en mode « difficile »), limitant encore plus la possibilité de faire des constructions stables, en supprimant le totem ainsi que la possibilité de mettre des clous verts, qui empêchaient l'objet fixé de "bouger" sous l'effet de la gravité ou autres interactions.

### Interaction multijoueur
Les souris sont regroupées en « tribus » ; les joueurs des tribus peuvent organiser des compétitions « inter-tribus », notamment dans des salons particuliers avec des tableaux officiels ou plus difficiles.
Le jeu est accompagné d’une fenêtre de discussion où les joueurs peuvent discuter avec les autres souris du salon, celles de leur « tribu » ou en privé avec d’autres joueurs.
L’un des aspects social et psychologique du jeu est à rapprocher du dilemme du prisonnier et sa version itérée, dans la théorie des jeux : à chaque niveau, selon sa configuration et selon la « chamane » en place, les joueurs peuvent collaborer pour maximiser les bénéfices collectifs (ex : équilibrer une structure instable à tour de rôle), ou « trahir » leurs congénères pour un bénéfice personnel plus immédiat (succès personnel au détriment des autres joueurs, élimination des adversaires par méchanceté gratuite, favorisation d’amis…). Certains tableaux rajoutés lors d’une mise à jour, et où les souris peuvent elles-mêmes se transformer en accessoires augmentent cet aspect. D’autres tableaux proposent à deux « chamanes » ayant chacun leur trou de sauver les mêmes souris ; ils peuvent se battre pour obtenir les « saves » (par exemple en bouchant le trou de son adversaire après l’avoir tué), ou coopérer pour terminer le tableau plus vite ou sauver plus de souris.
Certains tableaux ont des interactions spéciales, comme le mode « collision » (les souris deviennent matérielles et peuvent se pousser ou se monter les unes sur les autres), le mode « âme sœur » (les souris sont liées deux par deux par un lien élastique incassable tant qu’elles sont toutes les deux dans le tableau) ou le mode « noir » où seule une petite partie du tableau est visible autour de sa souris.
La maîtrise de certaines techniques permet d’obtenir un avantage sur les autres joueurs dans le but d’arriver le premier au trou avec le fromage, par exemple le « wall-jump » permettant de monter sur un mur non-glissant ou le « slide » permettant de sauter plus loin en « glissant » sur un coin d’accessoire ou de bloc de matière du tableau (glace, bois, chocolat, lave, trampoline).
Les joueurs utilisant des failles du jeu pour tricher de manière non autorisée par le staff peuvent être exclus du salon par un vote populaire (une heure) ou bannis par un modérateur (définitivement). Par contre, « troller » est une composante bien intégrée au jeu : par exemple, certains joueurs peuvent décider, pour manifester leur désapprobation à la « chamane » ou simplement pour ennuyer les autres joueurs, de ne pas rentrer dans le trou. De son côté, la chamane peut utiliser ses invocations pour essayer d’éjecter du tableau les souris qui « trollent » ou sont en retard, ou simplement pour son propre plaisir en visant des souris de bonne volonté ou en bloquant des accès (il devient à ce moment lui-même un « troll »). Le joueur peut également faire passer certaines « émotions » par des actions (danse, bisou, rire, pleurs, colère, applaudissements…). Certaines utilisations de bugs tolérées permettent des mouvements non-prévus comme marcher à l’envers (moonwalk), dont sont friands les joueurs.

### Monnaies
Le « fromage » est la monnaie officielle du jeu (à laquelle s’est ajoutée la « fraise », disponible par micropaiement) ; les fromages et les fraises permettent de :
- Créer des tableaux, qui seront testés et notés par les autres joueurs dans les salons classiques. Les tableaux les mieux notés restent, les autres disparaissent.
- Créer sa propre tribu ;
- Acheter et personnaliser des accessoires, couleurs ou textures pour sa souris (d’autres accessoires peuvent être gagnés à l’occasion d’événements créés pour les fêtes).

Un fromage est gagné, quand une souris en ramène un au trou, finissant un tableau. Il faut cependant être au minimum deux dans le salon, jouer tout seul n’ayant donc aucun autre intérêt que de s’entraîner.
On peut également remporter des fromages et des consommables en accomplissant des quêtes : chacune donne des fromages, et pour 20 quêtes  on obtient 20 fraises.

### Titres
Certains titres peuvent être gagnés en fonction de la progression de sa souris :
- Nombre de fromages rapportés ;
- Nombre de fromages rapportés avant tous les autres (« firsts », comptabilisés qu’à partir d’un certain nombre de souris présentes dans le salon, généralement 11) ;
- Nombre de souris sauvées ;
- Nombre de souris sauvées en mode « difficile » ;
- Nombre de souris sauvées en mode « divin » ;
- Nombre d’accessoires gagnés ou achetés ;
- Nombre de tableaux spéciaux « bootcamp » réussis ;
- Certains titres peuvent être gagnés à l’occasion d’événements créés pour les fêtes. À noter que ces titres peuvent être gagnés plusieurs fois. Dans ce cas, ils se verront attribuer une étoile, visible seulement sur le profil et durant le tour de chamane d'un joueur.

Un joueur peut choisir un titre dans la collection de ceux gagnés ; le titre s’affiche en permanence au-dessous du pseudo. Le titre de base en français est « Souris Grise ».

### Mini-jeux
Certains mini-jeux se sont développés sur la base du principe original dans des salons spéciaux, certains grâce à des robots faisant office de meneur de jeu et de « chamane ».«  »
- Le « racing » (litt. « course ») : ensemble de tableaux qui peuvent se terminer sans « chamane » et nécessitant souvent un bon niveau, le but étant d’arriver le premier au trou avec le fromage. Un robot fait office de chronomètre et annonce le vainqueur ; il change également de tableau au bout d’une minute ou quand il reste moins de deux souris.
- Le « bootcamp » (litt. « camp militaire d’entraînement ») : ensemble de tableaux qui peuvent se terminer sans « chamane » et nécessitant un très bon niveau, le but étant de parvenir à finir le tableau très ardu, tout en bénéficiant de plus de temps (six minutes) et d’une « résurrection » automatique au point de départ toutes les 15 secondes en cas d’échec.
- Le « survivor » : ensemble de tableaux sans trous ni fromages ; la « chamane » doit tuer les souris ; il peut éjecter les souris qui restent collées à lui (« camping ») grâce au « meep ». Dans certains tableaux, une souris se transforme en vampire et essaye de contaminer les autres souris. Dans les deux cas, les éventuels survivants gagnent des points et un fromage. La souris qui a le plus de points devient « chamane » à son tour.
- « vanilla » : salons permettant de ne jouer qu’avec les tableaux « officiels » (créés ou sélectionnés par l'administration à l'occasion d'événements).
- « défilante » : salons permettant de jouer sur des tableaux précis comprenant des têtes de morts à ne pas toucher, des trampolines pour sauter plus haut, des éclairs pour obtenir une accélération, et des points à collecter. Le but est d’arriver au trou avec le fromage en ayant collecté le plus de points. Le leader au bout de dix manches a son nom entouré d’ailes.

Il existe également des "modules", qu'on peut ouvrir dans un menu spécial. Leur nom est précédé d'un (#). En voici quelques exemples :
- Le « ratapulte » : ensemble de tableaux symétriques où les souris se partagent en deux camps (gauche et droite), le but de chaque camp étant de décimer l’autre. Le robot modérateur fait apparaître des enclumes quand les souris se baissent, celles-ci ayant choisi un angle au préalable. La vitesse des enclumes est déterminée par le temps passé baissé (une souris restant vulnérable tant qu’elle ne bouge pas).
- Le « utilty » : module très libre dans lequel s'appliquent des commandes permettant par exemple de voler, de devenir chamane ou encore de faire apparaitre des objets.
- Le « circuit » : un tableau dans lequel les souris doivent atteindre un point precis, et peuvent utiliser des pouvoirs qu'elles ramassent. Peut se jouer en plusieurs tours.

## Développement

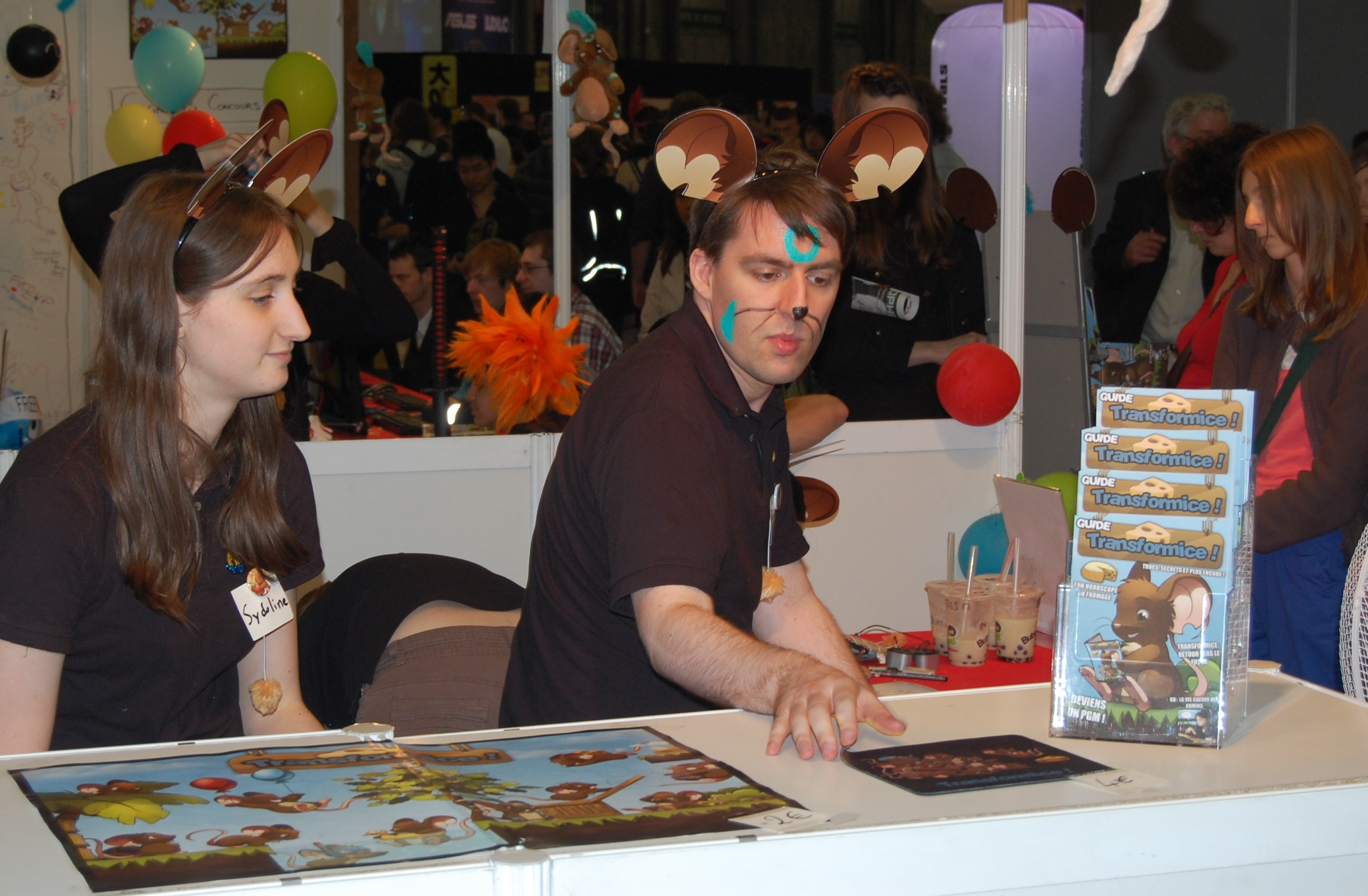
Sophie Duval alias « Sydoline », ancienne gestionnaire de communauté de Transformice, et Jean-Baptiste Le Marchand alias « Tigrounette », le développeur.

Lancé le 1er mai 2010, Transformice est le fruit de la collaboration des Français Mélanie Christin (graphiste) et Jean-Baptiste Le Marchand (développeur) dont les pseudonymes sont respectivement « Melibellule » et « Tigrounette ». Les deux concepteurs se sont rencontrés en travaillant pour Ankama sur le jeu Dofus, avant de monter leur propre entreprise.

## Accueil

### Exploitation
Le jeu est d'origine française, mais connaît une certaine popularité à l'étranger, surtout au Brésil d’où se connectent la moitié des 2,5 millions de joueurs actifs,, et dans d'autres pays comme la Turquie, la Colombie et le Chili, ainsi que dans certaines communautés virtuelles (ex : 4chan).
En date du 3 août 2012, Transformice possède plus de 19 millions de comptes créés et 50 000 joueurs uniques par jour. Le succès du jeu a amené les deux concepteurs du jeu installés initialement dans la ruche d’entreprises de Tourcoing à s’installer dans de nouveaux locaux à Lille, en raison de l’embauche d’une dizaine d’employés.

### Critiques
Le jeu a reçu de nombreuses critiques favorables, dont certaines par des revues en ligne spécialisées telles que Kotaku , indiegames.com, Rock, Paper, Shotgun, ou PC Gamer, et a connu un fort succès sur la plateforme de jeux Kongregate (plus de 6,5 millions de parties effectuées en mars 2011).

### Récompenses
Le jeu a reçu le prix du public au Flash Gaming Summit à San Francisco en février 2011, et a été élu « Best Browser Game 2010 » par le site anglophone GameOgre. Il est nommé en 2012 pour le « Indie game of the year » et finit seul jeu de la catégorie « Jeu en ligne massivement multijoueur » dans le top 50 des jeux en activité (released).
En 2013, la société Atelier 801 reçoit le prix « Global Born » de l’Entrepreneur de l’année 2013 pour la région Nord,.

## Postérité
Le 4 janvier 2019, Atelier 801 annonce un projet d'Action-RPG sur le thème de Transformice Adventures. Le jeu est en développement, mais une version Alpha est censée accompagner la campagne Kickstarter, finançant le jeu.
Toutefois, la campagne Kickstarter est annulée le 21 mai 2019.